# 黃臀凹牙豆娘魚
黃臀凹牙豆娘魚，又稱黃臀寬刻齒雀鯛，為輻鰭魚綱鱸形目隆頭魚亞目雀鯛科的其中一種，分布於太平洋東加、斐濟、薩摩亞海域，深度可達30公尺，本魚體呈卵圓形而側扁，頭及頸背灰色，體銀白色，泛黃色，腹面及後部漸黃，背鰭灰色，沒有黑色斑紋，臀鰭和腹鰭為黃色至黃灰色，尾鰭有白色射線和透明膜，上下邊緣黑色，胸鰭基部上緣有一個很小的黑點，齒單列，齒端扁平而具缺刻，尾鰭分叉，背鰭硬棘8枚；背鰭軟條12-13枚；臀鰭硬棘2枚；臀鰭軟條12-14枚，體長8.3公分，棲息在礁石區，具領域性，繁殖期時成對出現，以浮游生物為食，生活習性不明。